# Szlamiec wielki
Szlamiec wielki (Limnodromus semipalmatus) – gatunek ptaka z rodziny bekasowatych (Scolopacidae). Średniej wielkości ptak występujący na terenie Azji oraz Australii. Zamieszkuje głównie siedliska w pobliżu wody. Gatunek bliski zagrożenia wyginięciem.

## Systematyka
Takson po raz pierwszy opisany przez Blytha w 1848 roku pod nazwą Macrorhamphus semipalmatus. Jako lokalizację holotypu autor wskazał Kalkutę. W rodzaju Limnodromus ptak ten został umieszczony przez Petersa w 1934 roku. Separacja zachodnich i wschodnich populacji, różne trasy migracji i miejsca zimowania mogą uzasadniać istnienie podgatunków. Nazwa rodzajowa Limnodromus pochodzi od słów limnē (λιμνη) oznaczającego w języku greckim bagno oraz przyrostka -dromos (-δρομος) oznaczającego w języku greckim biegacza. Nazwa gatunkowa semipalmatus pochodzi od słów: semi oznaczającego w łacinie połowa, mały oraz palmatus oznaczającego w łacinie płetwowaty. Takson monotypowy – nie wyróżnia się podgatunków.

## Występowanie
Szlamiec wielki w sezonie lęgowym zasiedla centralną Azję i stepy południowej części Syberii, na południe po Mongolię i północno-wschodnie Chiny (prowincja Heilongjiang). Zimuje na południu: od wschodnich Indii przez południowo-wschodnią Azję, w tym Indonezję, po północną i wschodnią Australię, wyjątkowo dalej – po Nową Zelandię. Największe zimowiska znajdują się na Sumatrze i Jawie. Zabłąkane osobniki zanotowano w zachodniej Europie.

## Morfologia
Ptak ten jest wyraźnie większy od pozostałych przedstawicieli rodzaju Limnodromus. Długość ciała 33–36 cm, masa ciała 127–245 g, rozpiętość skrzydeł 59 cm. Samice nieco większe od samców. W szacie godowej upierzenie głowy, szyi i piersi koloru kasztanowo-czerwonego, tył i boki brzucha głównie białawe. Górne części ciała czarniawe, pokryte smugami w kolorze jasnobrązowym i kasztanowatym. Czubek głowy i smuga ciągnąca się od dzioba do oka koloru brązowego. Samica jest nieco ciemniejsza niż samiec. Dziób i nogi czarniawe. W szacie spoczynkowej głowa bledsza, szyja i pierś z białym cętkami, górne części ciała szarobrązowe. U osobników młodocianych na szyi i piersi płowe smugi, górna część ciała czarna z wąskimi bladopłowymi paskami.

## Ekologia

### Środowisko życia
W czasie sezonu rozrodczego zamieszkuje rozległe, słodkowodne mokradła, brzegi jezior czy delt oraz tereny zalewowe rzek (zalane łąki i trawiaste bagna, stepy i strefy leśno-stepowe z krótkim okresem wegetacji traw i turzyc). Czasami spotykany na polach ryżowych. Poza sezonem rozrodczym zamieszkuje odsłonięte, przybrzeżne strefy, ujścia rzek, błotniste laguny, pływowe zatoki lub solniska. Za kryjówki służą mu piaszczyste plaże lub płytkie laguny, gdzie jest często spotykany z rycykami.

### Tryb życia
Tryb życia słabo poznany. Zazwyczaj spotykany w parach lub w małych grupach. W kryjówkach i na terenach obfitych w pożywienie spotykany w stadach liczących do 100 osobników. Pożywienie zdobywa, chodząc i sondując dziobem w płytkiej wodzie lub w błocie, czasami zanurzając całkowicie głowę. W skład diety wchodzą małe ryby, larwy owadów, mięczaki i wieloszczety.

### Rozród
Lęgi, w małych koloniach liczących 6–20 par, zależne od poziomu wody, przypadają na okres od końca maja do początku czerwca. Gniazda, budowane w płytkim zagłębieniu i wyłożone trawą, są oddalone od siebie od 4 do 350 m. Szlamce często gniazdują razem z rybitwami białoskrzydłymi (Chlidonias leucopterus). Samica składa 2 (rzadziej 3) jaja. Okres inkubacji trwa 22 dni, wysiadują obydwoje rodzice. Gniazda często niszczone są przez powodzie (nawet do 75%) lub rozdeptywane przez bydło.

## Status i ochrona
W Czerwonej księdze gatunków zagrożonych Międzynarodowej Unii Ochrony Przyrody szlamiec wielki został zaliczony do kategorii NT (bliski zagrożenia). Całość populacji szacuje się na 23 000 osobników. Zagrożeniem dla tego gatunku jest utrata terenów lęgowych na skutek osuszania terenów podmokłych na potrzeby rolnictwa lub ich wysychania na skutek zmian klimatycznych. Utrata i degradacja terenów podmokłych wzdłuż trasy migracji tych ptaków może stanowić dla nich potencjalne zagrożenie.